# Prva savezna liga Jugoslavije u nogometu 1947./48.
Prvenstvo Jugoslavije u nogometu za sezonu 1947./48. bilo je dvadeseto po redu nogometno natjecanje u Jugoslaviji, treće poslijeratno. Novi prvak je po prvi put postao Dinamo Zagreb. Najviše pogodaka je postigao Franjo Wölfl iz zagrebačkog Dinama. Doprvak je bio splitski Hajduk.
Ukupan broj gledatelja bio je 753.000.

## Sustav natjecanja
Momčadi su međusobno igrale dvokružni ligaški sustav. Prvakom je postala momčad koja je sakupila najviše bodova (pobjeda = 2 boda, neodlučeni ishod = 1 bod, poraz = bez bodova).
Pravila koje su određivala poredak na ljestvici su bila: 1) broj osvojenih bodova 2) količnik postignutih i primljenih pogodaka.

## Sudionici
Odlukom nogometnog odbora FISAJ i fiskulturnog savjeta lige, broj sudionika za ovu sezonu je smanjen na 10 ekipa.
Šest prvoplasiranih ekipa iz prošle sezone:
1. Partizan (Beograd)
2. Dinamo (Zagreb)
3. Crvena zvezda (Beograd)
4. Hajduk (Split)
5. Metalac (Beograd)
6. Spartak (Subotica)

Pobjednik saveznih kvalifikacija za popunu lige:
1. Torpedo (Sarajevo)

Pobjednici kvalifikacija za opstanak u ligi:
1. Lokomotiva (Zagreb)
2. Vardar (Skoplje)

Posebnom odlukom fiskulturnog savjeta:
1. Ponziana (Trst) – kao specijalni gost Slobodnog teritorija Trsta i predstavnik Julijske krajine

Napomena:
- FD Pobeda iz Skoplja se fuzionirala s FD Makedonija iz Skoplja 17. srpnja 1947. i novoformirani tim je dobio ime FD Vardar i zauzeo mjesto Pobede.
- FD Torpedo iz Sarajeva mijenja naziv u FD Sarajevo 5. listopada 1947. godine.